# Brasserie Gruber (Melun)
Pour les articles homonymes, voir Gruber.
La brasserie Gruber est une ancienne brasserie installée sur l’emplacement de la brasserie Barthel, rue Camille Flammarion dans le faubourg Saint-Liesne  à Melun, en Seine-et-Marne.
Fondée en 1888, elle est fermée en 1985.

## Historique
Une brasserie fondée en 1816 est rachetée en 1888 par Sophie Gruber, veuve de l’industriel David Gruber, fondateur de la brasserie Gruber de Koenigshoffen  à Strasbourg. L'établissement de Melun est dirigé par Stephan et Boem.
Outre la bière, la brasserie produit également des sodas et de la limonade. L’établissement reçoit la médaille d’or dans la catégorie des boissons fermentées aux expositions universelles de 1889 et 1900.
L’entreprise, désireuse de s’agrandir et d’accroître son marché, recherche une nouvelle implantation et acquiert 3 hectares de terrains au sud de Melun à proximité de la gare ferroviaire. L'entreprise Gruber est pionnière dans la conservation de la bière, ce qui permet d'en vendre toute l'année mais nécessite de vastes caves et glacières.
La voie ferrée (ligne PLM) toute proche facilite la fourniture en céréales pour les boissons et plus tard en verre nécessaire à la fabrication des bouteilles. Elle sert aussi pour les expéditions des produits de la brasserie.
L’activité de l’entreprise se poursuit jusqu’en 1943 et, sous différents noms, jusqu’à sa fermeture en  1985. Sur l’emplacement de la brasserie, démolie de 1987 à 1990, sera construit le tribunal de grande instance (actuellement tribunal judiciaire) qui sera inauguré en 1998.